# Leptodirus hochenwartii

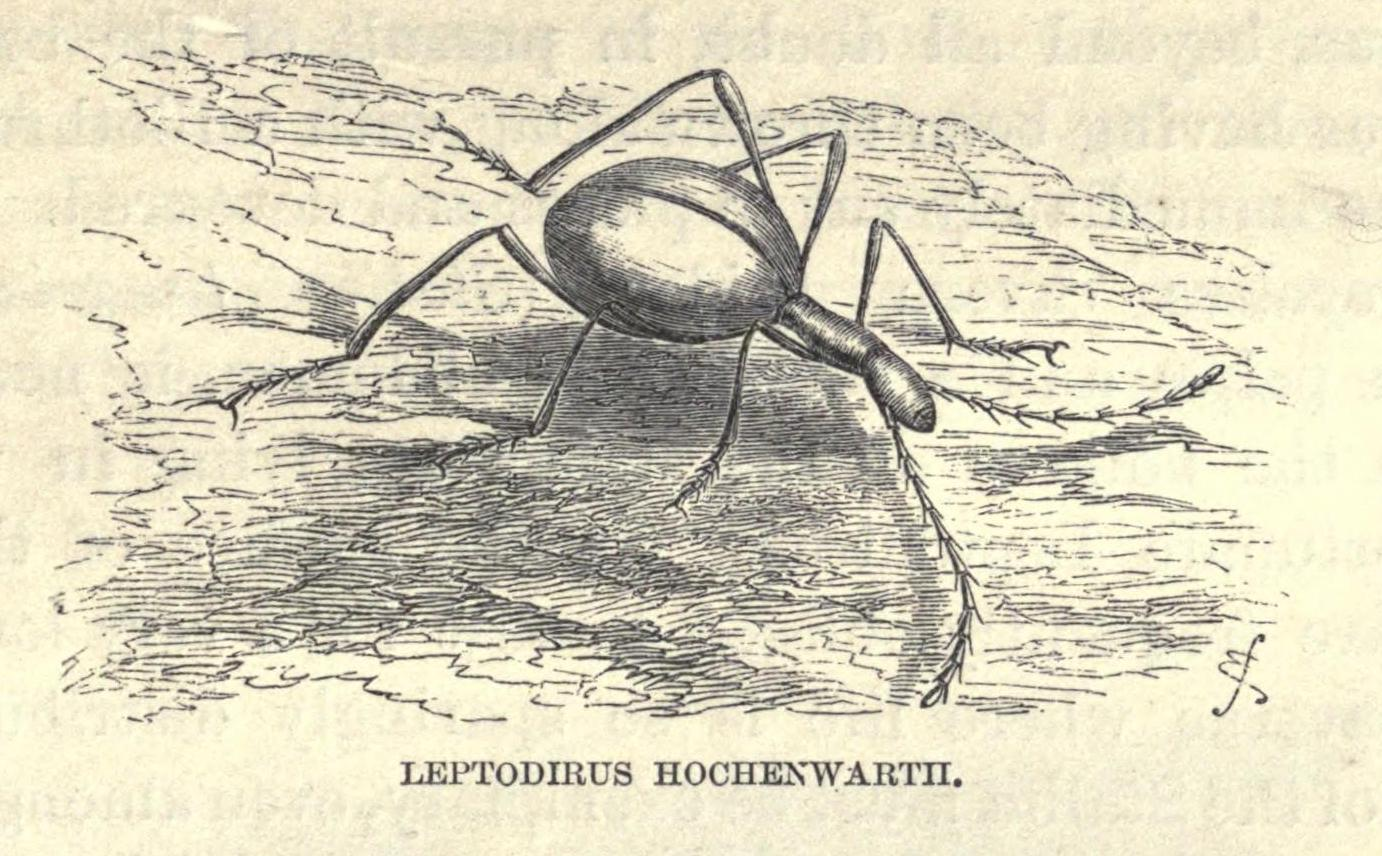
L. hochenwartii на литографии 1871 года

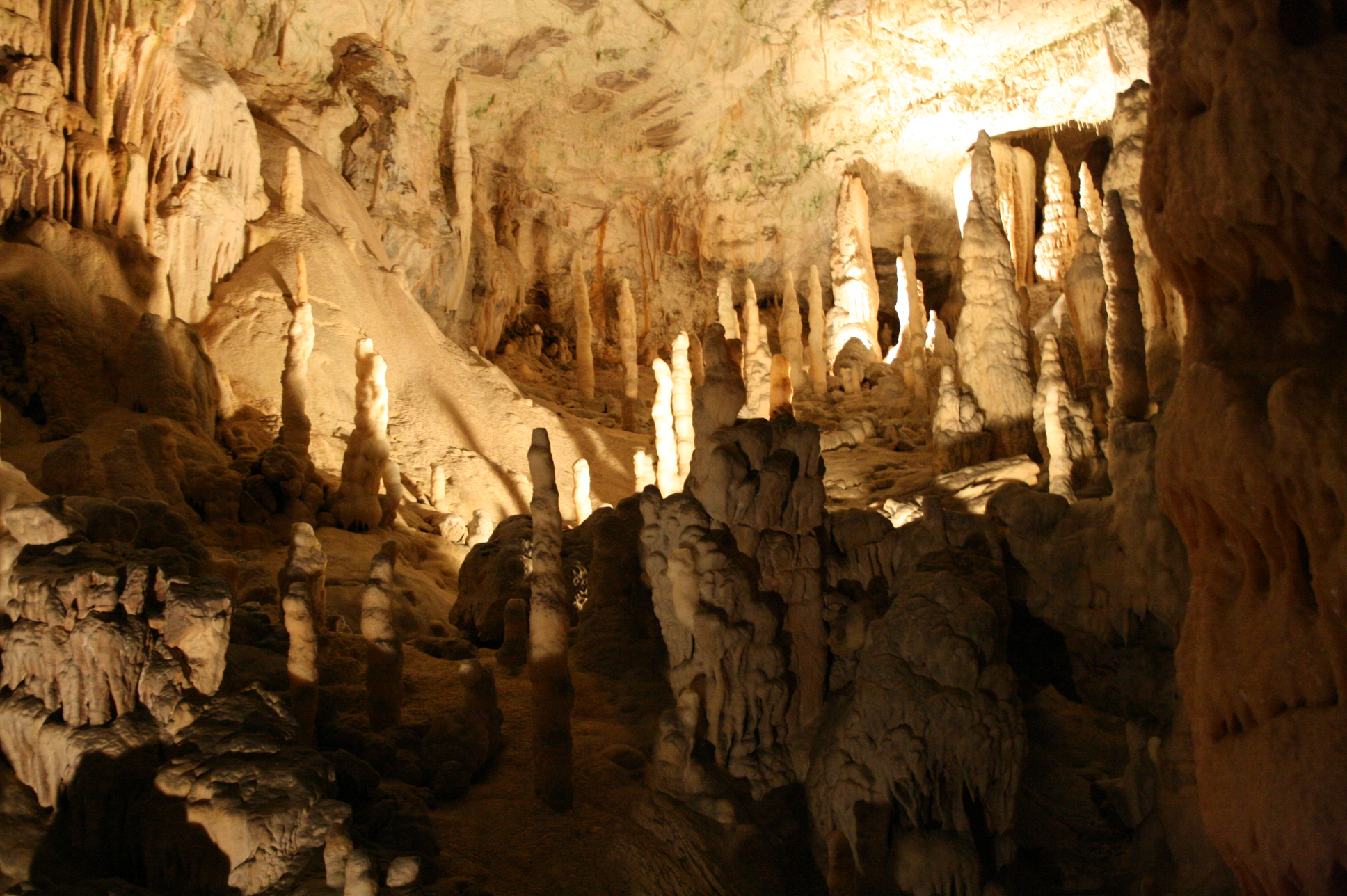
Место обитания вида — одна из посещаемых комнат пещеры Постойна

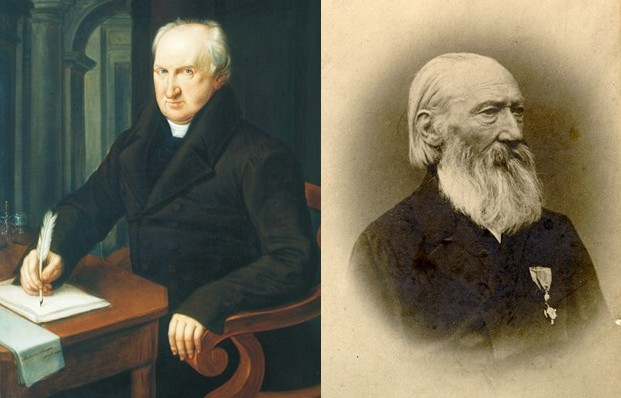
Портреты Хоэнварта и Шмидта из архива Национального музея Словении в Любляне

Leptodirus hochenwartii (лат.) — вид пещерных жуков, единственный в составе рода Leptodirus из семейства Leiodidae. Эндемик Юго-Восточной Европы. Первый обнаруженный троглобионтный вид насекомых, давший старт развитию биоспелеологии. Слепой и бескрылый жук, питающийся мёртвой органикой, включая трупы пещерных животных. Видовое название было дано в честь натуралиста и графа Франца фон Хоэнварта.

## История открытия и этимология
Жук Leptodirus hochenwartii был впервые обнаружен в 1831 году проводником по пещерам и фонарщиком Лукой Чечом (словен. Luka Čeč), исследовавшим пещерную систему Постойнска-Яма (словен. Postojnska jama; нем. Adelsberger Grotte) на юго-западе Словении. Он передал его словенскому натуралисту графу Францу фон Хоэнварту (1771—1844), который, не сумев определить видовую принадлежность находки, попросил это сделать другого словенского натуралиста, Фердинанда Йожефа Шмидта (1791—1878) из Любляны. Шмидт обнаружил в полученных экземплярах новый для науки вид и описал его в статье в Illyrisches Blatt (1832), которая стала первым в науке формальным описанием пещерных животных. Поскольку первый экземпляр жука был поврежден (вероятно, ещё во время его поимки), Шмидт предложил вознаграждение в размере 25 гульденов тем, кто найдет второй образец насекомого. Уже в 1831 году он сам начал поиски, но достиг своей цели лишь в 1847 году, через 16 лет после открытия первого образца, около того же места, где был найден голотип. Последующие исследования Шмидта позволили обнаружить и других ранее неизвестных пещерных обитателей, которые вызвали значительный интерес среди биологов и натуралистов. Постойнскую пещеру посетили многие европейские учёные, в том числе из России (Виктор Мочульский), Германии (Герман Рудольф Шаум, Якоб Штурм, Густав Йозеф) и Австрии (R. Khevenhüller-Metch, J. H. Schiner). По этой причине открытие Leptodirus hochenwartii рассматривается в качестве отправной точки биоспелеологии как научной дисциплины.
L. hochenwartii был назван в честь натуралиста, энтомолога и графа Франца фон Хоэнварта (Franz von Hohenwart), основателя Национального музея Словении в Любляне. Имя же настоящего первооткрывателя Луки Чеча, умершего в 1836 году, долгое время даже не упоминалось и не осталось в название вида. Родовое название Leptodirus дано по признаку тонкой шеевидной груди (leptos — «узкий», deiros — «шея»).

## Распространение
L. hochenwartii обнаружен в крупных и прохладных карстовых пещерах Динарского нагорья на территории Италии, Словении и Хорватии.

## Описание
Жуки длиной около 1 см. Переднеспинка длинная и узкая. Глаза редуцированы. Усики и ноги очень длинные, что позволяет им быстро двигаться. Надкрылья сильно выпуклые, изогнутые, полусферические, почти полностью покрывают брюшко, придавая ему физогастрический вид.
L. hochenwartii — настоящий троглобионт, приспособленный к подземной жизни и не способный выживать во внешней среде. В результате он обладает типичными признаками троглобионтов, такими как удлинённые ноги и усики, отсутствие крыльев, светлые покровы тела, а также анофтальмия (отсутствие глаз). Тем не менее, наиболее яркими внешними чертами являются тонкая грудь и выпуклые надкрылья, которые полностью покрывают брюшко и придают животному своеобразный округлый вид. Эта адаптация (так называемая «ложная физогастрия») позволяет животному сохранять влажный воздух под надкрыльями и использовать его для дыхания в более сухих местах. Другой типичной особенностью является специфический рецептор (Hamann organ) на антеннах, который помогает животному воспринимать уровень влажности воздуха. Этот рецепторный орган расположен в 7-м, 9-м и 10-м члениках усика.

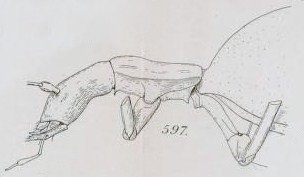
Голова сбоку
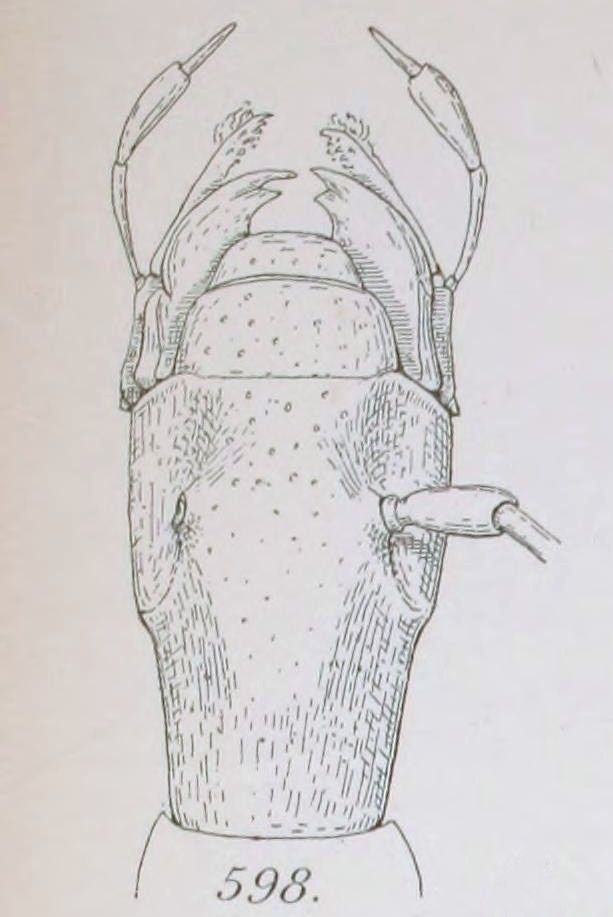
Голова сверху
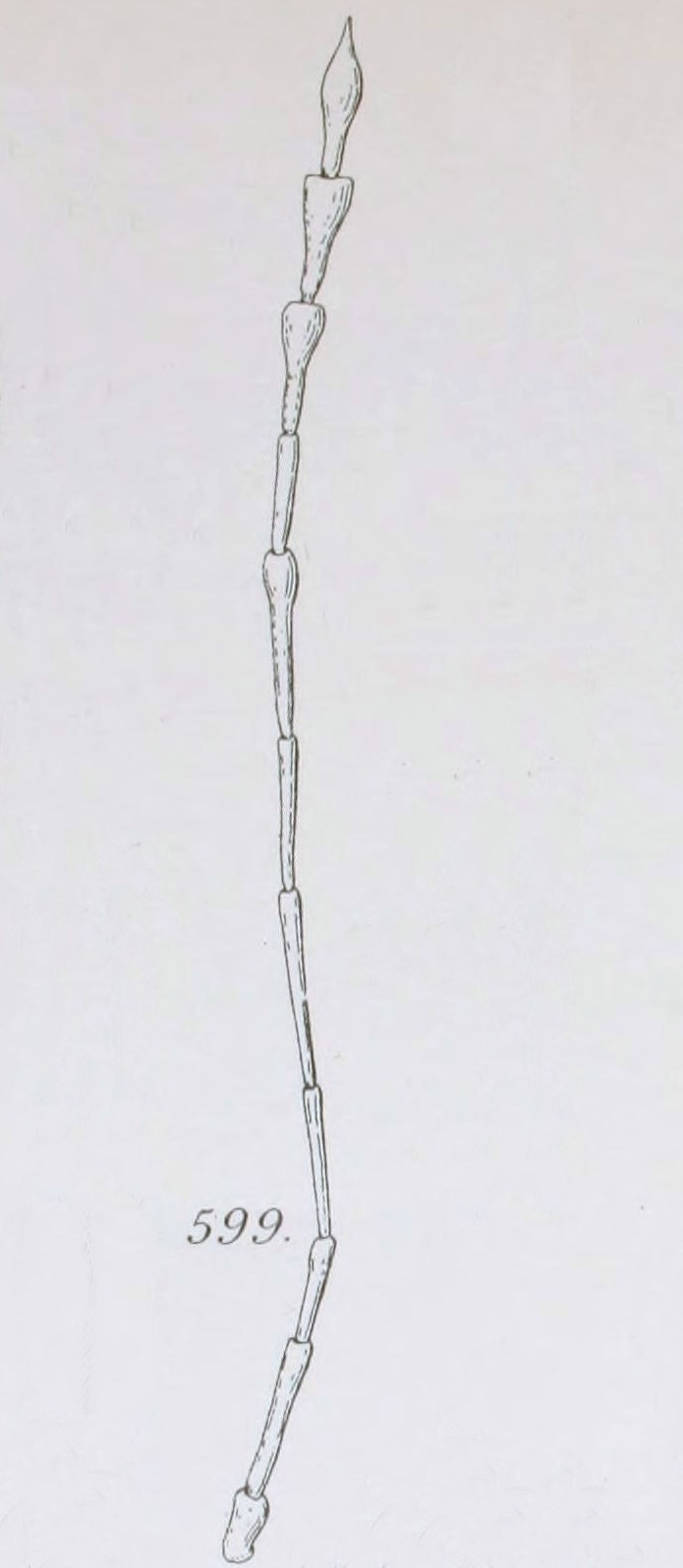
Усик

Обитает преимущественно в больших и холодных пещерах, где температура не превышает 12 °C. Экология в основном неизвестна, но были замечены особи, питающиеся органическим материалом животного и растительного происхождения, которые поступают из внешней среды через протекающую воду, а также гуано рукокрылых и птиц, трупами разных пещерных животных. Жуки отмечались на мёртвых саранчовых, на трупах летучих мышей и даже на мёртвых совах в пещерах. Ещё меньше известно о биологическом жизненном цикле. Единственное исследование, проведенное на Leptodirus hochenwartii, показало, что, как и в случае большинства специализированных пещерных жуков трибы Leptodirini, самки откладывают небольшое количество относительно больших яиц, развитие которых занимает много времени. Количество личиночных возрастов сокращено до одного.

## Систематика
Leptodirus hochenwartii первоначально был включён в состав семейства мертвоеды (Silphidae). В настоящее время это единственный представитель рода Leptodirus (Leptoderus), который включают в состав трибы Leptodirini из подсемейства Cholevinae семейства Лейодиды (Leiodidae). Ранее в составе ныне монотипического рода Leptodirus были описаны ещё несколько видов, перенесённые в дальнейшем из него в другие родовые таксоны (например, Anthroherpon cylindricollis (Victor Apfelbeck, 1889); Astagobius angustatus (Schmidt, 1852); Parapropus intermedius  (Hampe, 1870), Parapropus sericeus (Schmidt, 1852)).
Выделяют шесть подвидов L. hochenwartii:
- L. hochenwartii hochenwartii Schmidt, 1832
- L. hochenwartii reticulatus J. Müller, 1906
- L. hochenwartii schmidti (Motschoulsky, 1856)[10]
- L. hochenwartii croaticus Pretner, 1955[11]
- L. hochenwartii velebiticus Pretner, 1970[12]
- L. hochenwartii pretneri Müller, 1926[13]

Из этих подвидов два (L. h. hochenwartii и L. h. schmidti) найдены только в Словении, а три подвида (L. h. pretneri, L. h. croaticus и L. h. velebiticus) обнаружены только в Хорватии. 
Подвид L. h. reticulatus, впервые обнаруженный в пещере Гротта-Ноэ около Триеста, обитает на известняковом плато Карст на территории Словении, Хорватии и Италии (при этом Гротта-Ноэ — единственное обнаруженное местообитание этого насекомого в Италии).

### Сходные виды

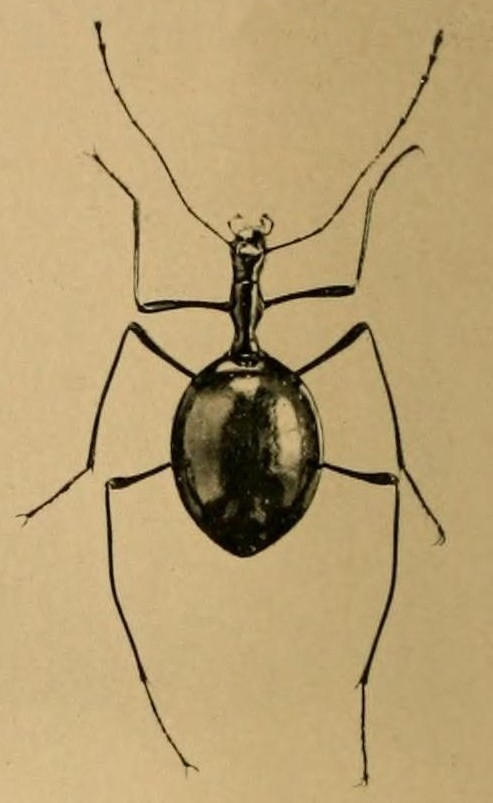
Leptodirus hochenwartii
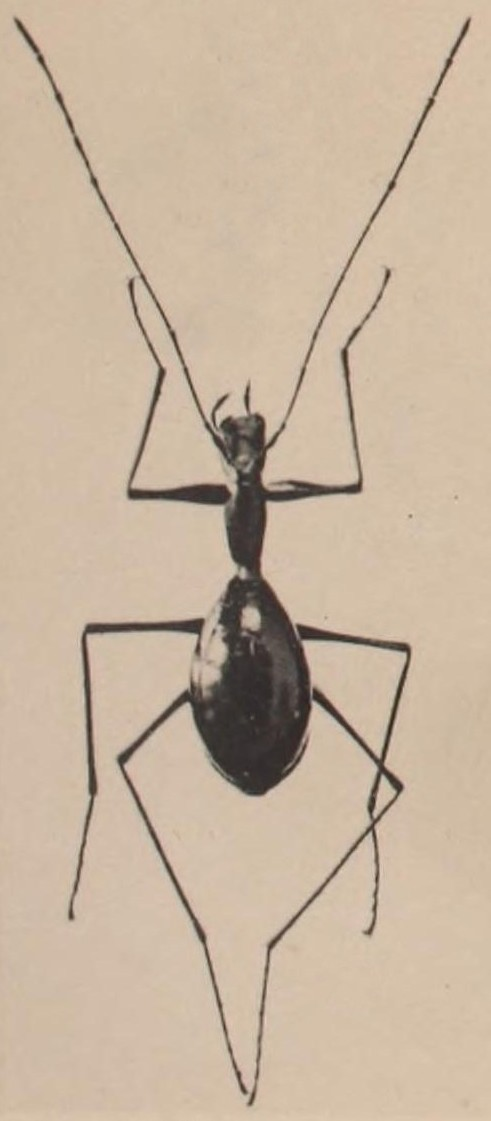
Anthroherpon cylindricollis
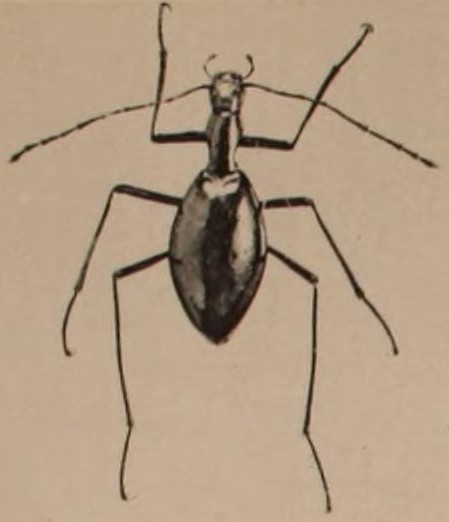
Astagobius angustatus
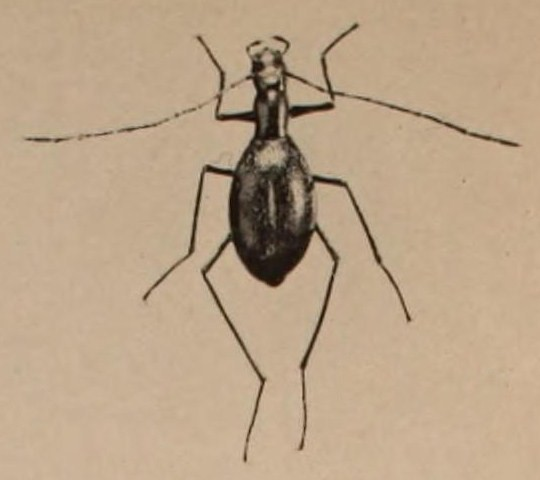
Parapropus sericeus

## Охранный статус
Из-за узкого ареала и низкого уровня размножения L. hochenwartii рассматривается как редкий и исчезающий вид, даже несмотря на высокую плотность популяций этого жука в некоторых пещерах. Среди причин, влияющих на численность этого вида, — нелегальное и массовое коллекционирование, а также загрязнение пещер. L. hochenwartii включён в Красную книгу Словении как исчезающий вид (категория R). Дополнительно 15 охранных областей (pSCI) его распространения в Словении включены в Приложение II официальной Директива Совета Европейского союза 92/43/ЕЭС от 21.05.1992 «об охране природных мест обитания, дикой флоры и фауны» (англ. Council Directive 92/43/EEC of 21 May 1992 on the conservation of natural habitats and of wild fauna and flora).

## В культуре
Изображение жука Leptodirus hochenwartii используется в качестве эмблемы Словенского энтомологического общества (Slovensko entomološko društvo Štefana Michielija), а также как эмблема на обложке журнала Acta entomologica Slovenica. Кроме того, этот вид жуков нашёл своё место на словенских почтовых открытках.